# Tågekammer
Et tågekammer er et instrument inden for fysikken, der synliggør atomare partiklers bevægelser.
Tågekammeret blev opfundet af Charles Thomson Rees Wilson og kaldes derfor ofte Wilsons tågekammer eller Wilson-kammer. Det er fyldt med en overmættet damp, f.eks. vand- eller alkoholdampe. Når en ladet partikel passerer gennem gassen, ioniseres denne i partiklens bane, hvilket viser sig som et synligt kondensspor. Tågekammeret var især i atomfysikkens barndom meget brugt til at vise forekomsten og banerne af forskellige partikler, f.eks. ved sammenstød og kernespaltninger. 